# 보광산업
보광산업(Bokwang Industry Co. Ltd.)는 대한민국의 골재생산 기업이다. 본사는 대구광역시 북구 유통단지로3길 40에 위치해 있으며 대표이사는 김윤수이다. 콘크리트용 부순 골재, 혼합골재, 재활용 아스콘, 일반 아스콘, 레미콘을 생산 판매한다

## 테마주
홍준표 대구시장 관련주로 여겨지고 있다

## 상장
2015년 12월 17일 공모가 4,000원에 상장하였다.

## 참고 문헌
1. ↑  한국IR협의회 기술분석보고서-보광산업, 2022.04.07
2. ↑  보광산업, 정부 ‘TK신공항 특별법 26일 시행’...최대 골재 생산 업체 부각 ‘강세’, 서울경제, 2023-08-09
3. ↑  보광산업 주가 광폭행보...외국인 매수행진과 현금배당 호재, 핀포인트뉴스, 2023.10.14
4. ↑  정세희, 보광산업 주가 15%↑…홍준표 "文시절 강제북송, '北의 2중대'답다", 아주경제, 2022-07-15
5. ↑  보광산업 주가 23%↑...홍준표 효과?, 아주뉴스, 2021-09-07